# Prasa gadzinowa

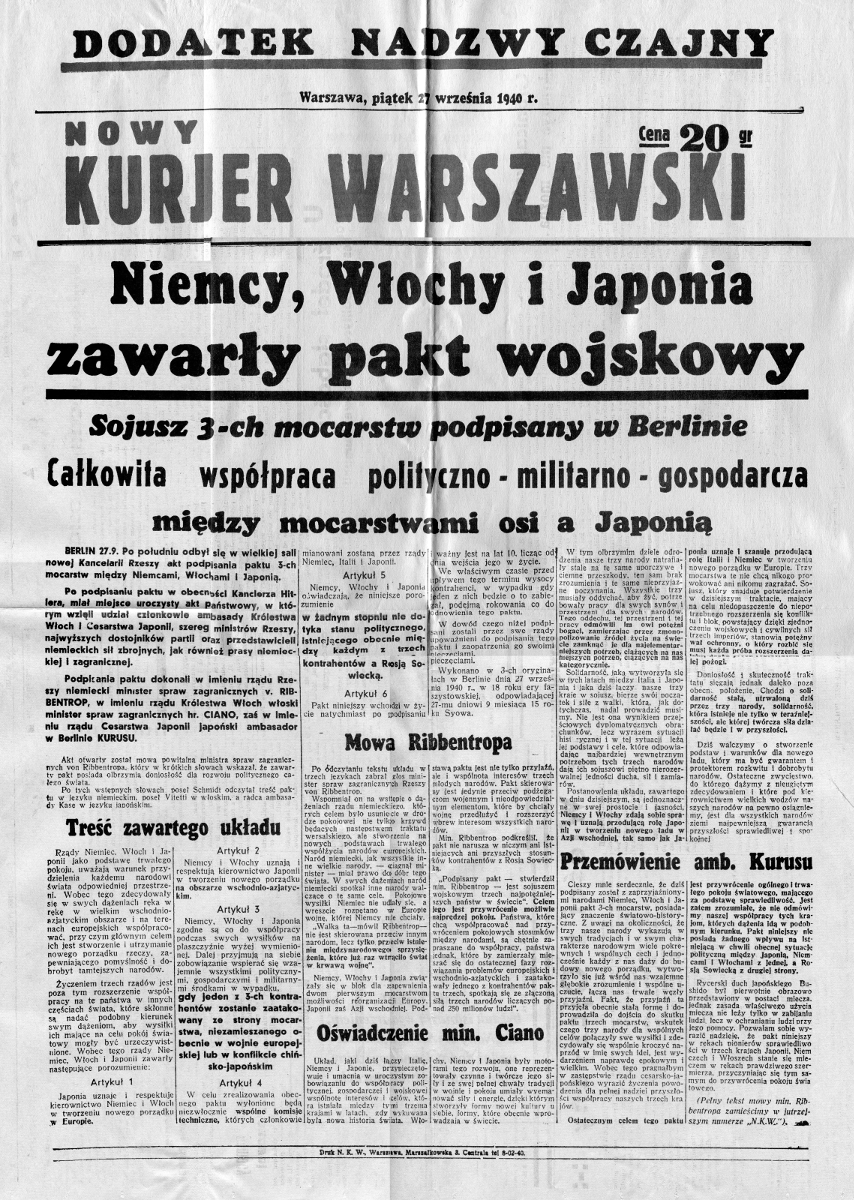
Nowy Kurier Warszawski z 27 września 1940

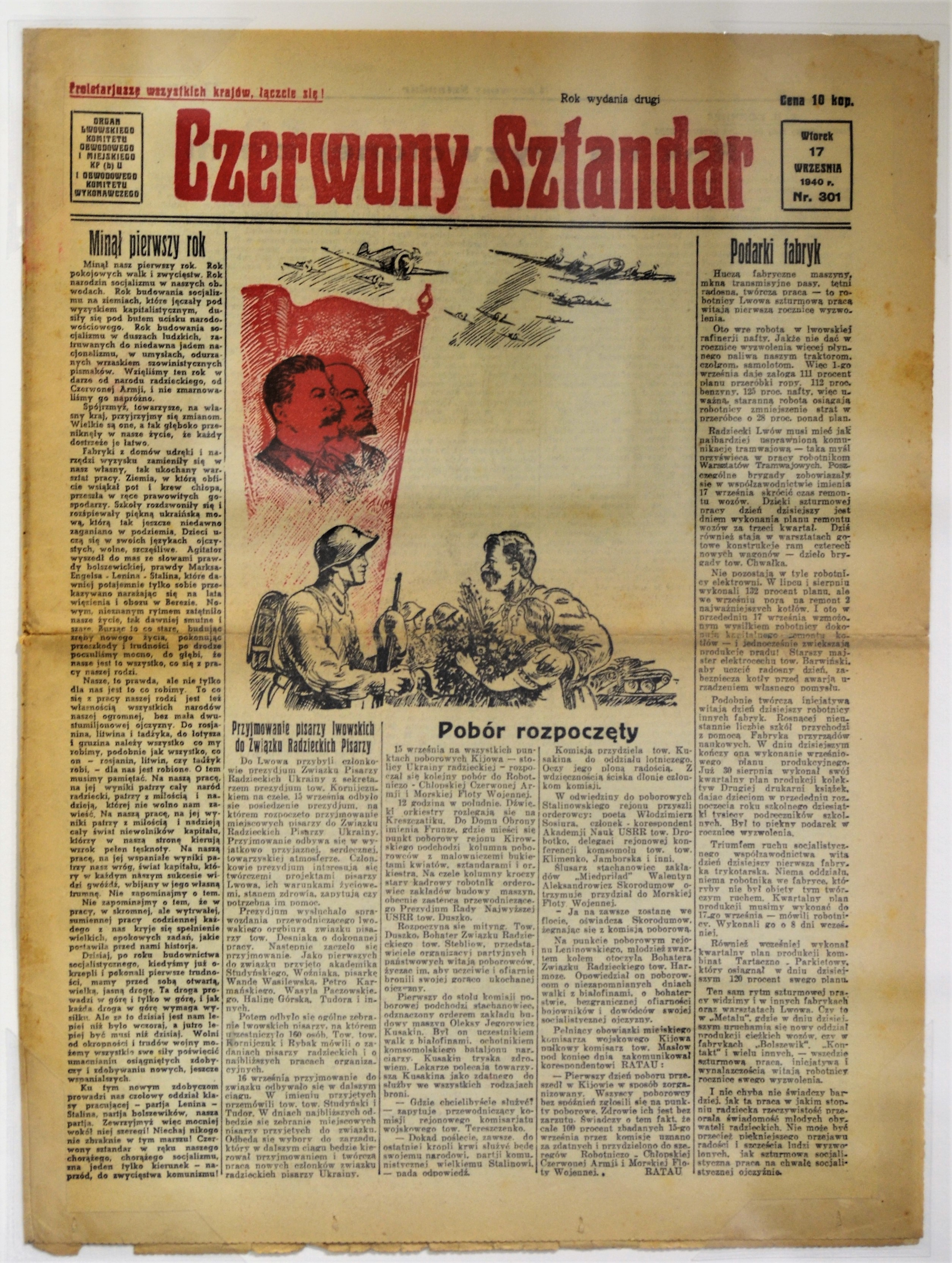
Czerwony Sztandar z 17 września 1940

Prasa gadzinowa (również pismo gadzinowe, gadzinówka, gadzinowiec, szmata, szmatławiec, kurwar i ścierwoniak) – powszechne w czasach okupacji niemieckiej i sowieckiej określenie polskojęzycznej prasy, wydawanej przez administrację okupacyjną w Generalnym Gubernatorstwie oraz zachodnich obwodach ZSRR, w miejsce zlikwidowanych polskich tytułów prasowych.
Najbardziej znane tytuły na terenie okupacji niemieckiej to: „Nowy Kurier Warszawski”, „Kurier Częstochowski”, „Goniec Krakowski”, „Dziennik Radomski”, „Goniec Codzienny”, „Ilustrowany Kurier Polski”, „Gazeta Lwowska”, „Fala”. Gadzinówkami okupanta sowieckiego były „Prawda Wileńska”, „Prawda Komsomolska”, „Wolna Łomża” i „Czerwony Sztandar” we Lwowie.
Prasa gadzinowa miała na celu kształtowanie pożądanego przez okupanta sposobu myślenia ludności na okupowanych terenach przez odpowiednią interpretację wydarzeń politycznych i militarnych, podkreślanie potęgi państw okupacyjnych i trwałości okupacyjnego status quo, odwołując się jednocześnie do najniższych gustów i potrzeb w sferze kultury i oświaty. Dla opinii publicznej za granicą miała stwarzać pozytywny obraz życia w okupowanej Polsce.
Współpraca z prasą gadzinową spowodowana była najczęściej względami finansowymi. Współpraca ta uznawana była przez Polskie Państwo Podziemne za kolaborację, a po wojnie odbywały się procesy członków redakcji tych pism.
W latach osiemdziesiątych XX wieku mianem tym określano gazety, które odzyskały prawo publikowania w okresie stanu wojennego, jak np. „Gazeta Krakowska”, „Dziennik Polski”, „Echo Krakowa”.
W szerszym znaczeniu gadzinówka to pismo służące za pieniądze niecnej sprawie, korzystające z niegodziwych funduszy; prasa służącą rządowi zaborcy, okupanta czy systemu totalitarnego.

## Pochodzenie nazwy
Określeniu temu dała początek gazeta „Godzina Polski”, wydawana w Warszawie i Łodzi przez okupacyjne władze niemieckie podczas I wojny światowej. Ukazywała się w latach 1915–1918 a jej wydawcą był proniemiecki „król prasy” ze Śląska, Adam Napieralski. Gazeta ta była w Warszawie nazywana „Gadziną Polską”, a potem potocznie „gadzinówką”.
Według innej koncepcji, nazwa pochodzi od tajnego „funduszu gadzinowego” (niem. Reptilienfonds), który utworzono w czasach Ottona von Bismarcka. Jego celem było pozyskiwanie przychylności dziennikarzy mających rozpowszechniać informacje propagandowe – korzystne z punktu widzenia rządu Prus. Nazwa funduszu pochodzi od określenia „gady” (niem. Reptilien), którego użył Bismarck w 1869 roku wobec zwolenników wydziedziczonej dynastii hanowerskiej. Fundusz pochodził ze skonfiskowanego majątku tej dynastii.